# Monument 100 jaar Javaanse immigratie (Paramaribo)
Het monument 100 jaar Javaanse immigratie is een monument dat op 9 augustus 1990 werd onthuld voor het nieuw gebouwde culturele centrum Sana Budaya in Paramaribo. Het terrein is te bezoeken vanaf de Michel Angelostraat.
De onthulling gebeurde tijdens het eeuwfeest van de herdenking van de Javaanse immigratie in Suriname, waartijdens er ook monumenten werden onthuld in Groningen en in Nieuw-Nickerie. Het eerste monument in Suriname dat aan de Javaanse immigratie herinnert, is het Javaanse monument in Wageningen uit 1970.
De eerste Javaanse immigranten kwamen voornamelijk uit Surakarta in Midden-Java. Vanuit de haven van Semarang voeren ze in drie groepen van bij elkaar 180 personen via Amsterdam naar Paramaribo. Vervolgens gingen ze aan het werk op de suikerrietplantage Mariënburg in het district Commewijne.

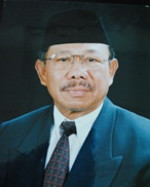
Ambassadeur Honggow was een van de sprekers

Bij de onthulling van dit monument waren vijfduizend bezoekers aanwezig. Er werden toespraken gegeven door onder meer ambassadeur Soekadari Honggow, president Ronald Venetiaan en assembleevoorzitter Jagernath Lachmon.
Het monument bestaat uit een stenen gunungan en werd gemaakt door de kunstenaar Soeki Irodikromo. De reliëfs zijn van de hand van John Djojo en vertegenwoordigen beroepen in de bouw, de landbouw en de Javaanse cultuur. De teksten zijn ontleed aan het epos van Ramayana.